# Atenco, Puebla
Atenco är en ort i Mexiko.   Den ligger i kommunen Zacatlán och delstaten Puebla, i den sydöstra delen av landet, 130 km öster om huvudstaden Mexico City. Atenco ligger 1 789 meter över havet och antalet invånare är 133.
Terrängen runt Atenco är kuperad västerut, men österut är den bergig. Atenco ligger nere i en dal. Runt Atenco är det ganska tätbefolkat, med 149 invånare per kvadratkilometer. Närmaste större samhälle är Zacatlán, 6,6 km nordväst om Atenco. I omgivningarna runt Atenco växer i huvudsak blandskog.